# Янне Вірман
Янне Вільямі «Warman» Вірман — фінський клавішник, який грає в метал-гуртах Children of Bodom та Warmen. Народився 26 квітня 1979 року в місті Еспоо, Фінляндія. Почав грати на фортепіано у 5 років. До того як приєднався до метал-гурту Children of Bodom у 1997 році, основним стилем був джаз. Творчий вплив на Вірмана мав шведський віртуоз-клавішник Йєнс Йоханссон, від якого він перейняв стиль гри на синтезаторі — нахиленому вперед.
1. ↑  https://www.hs.fi/kulttuuri/art-2000009339972.html